# Templo Tōgan-ji
El Templo Tōgan-ji (桃巌寺) es un templo budista de la escuela Sōtō del budismo Zen, ubicado en Nagoya, en el centro de Japón. En el siglo XVI, el templo Tōganji albergaba un Shiva-Lingam.

## Historia
Originalmente construido en 1502 por el samurai Oda Nobuyuki (hermano de Nobunaga) en memoria de su padre, Oda Nobuhide, el templo fue trasladado a su ubicación actual en 1714. Los terrenos del templo cuentan con un estanque de tortugas y un bosque de bambú gigante. En 1987 se erigió una estatua de Buda de 10 metros de altura conocida como "El Gran Buda de Nagoya".
La estación de metro más cercana es Motoyama, en la línea de metro Higashiyama y cerca de la Universidad de Nagoya.